# Achraf Baznani

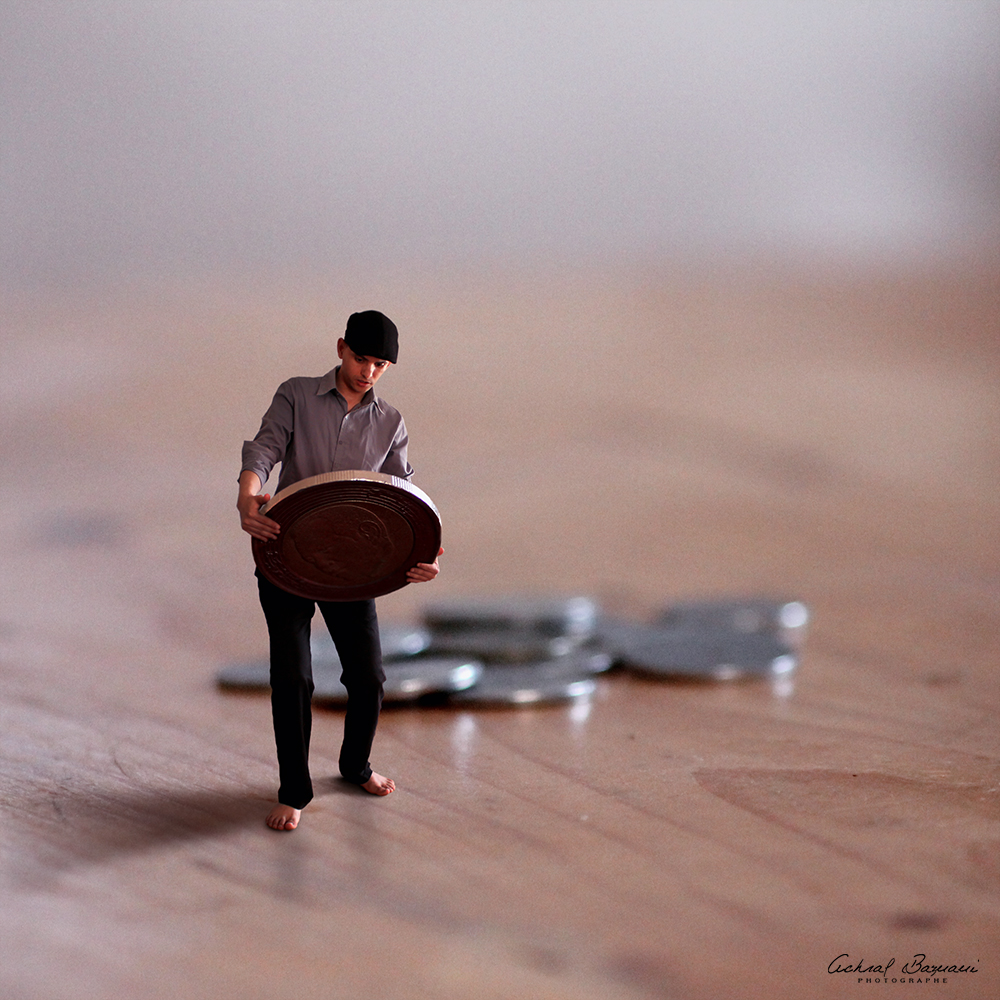
Coin (Mince), 2013

Achraf Baznani (* 1979, Marrákéš) je vizuální umělec pocházející z Maroka, zabývá se převážně filmovou tvorbou a fotografií.

## Biografie
Baznani začal s fotografováním v podstatě díky náhodě, když dostal jako dárek k narozeninám fotoaparát Kodak Ektra compact 250. Fotografovat se naučil sám, nemá v tomto směru žádné vzdělání. Natočil také několik krátkých filmů a dokumentů. Z nich je třeba zmínit především filmy Walk z roku 2006 a The Forgotten z roku 2007. Film The Immigrant natočený v roce 2007 byl oceněn několika národními i mezinárodními cenami.
Baznani je známý především jako první umělec z arabského světa, který publikoval knihu fotografií založených na surrealistické představivosti. Jedná se o publikace "Through My Lens" a "Inside My dreams". Autor sám sebe umísťuje na fotografie, do různých scenérií a vtipných situací.
Jeho práce byly publikovány ve světoznámých časopisech jako PicsArt, Mambo, National Geographic, Photo +, Amateur Photographer či Digital Photo. V roce 2014 dokončil svůj "52 Project", který obsahuje fotografie pořízené každý týden po dobu jednoho roku.

## Ceny a ocenění
- 2016: KUNST HEUTE AWARD, Deutschland [7]
- 2016: International Prize Colosseo, Roma, Italy
- 2016: Golden Orchid Grand Prize, USA [8]
- 2016: 1st Place Winner – Golden Ribbon in Notindoor photography magazine contest, USA
- 2016: Merit in Sydney International Exhibition of Photography

## Galerie

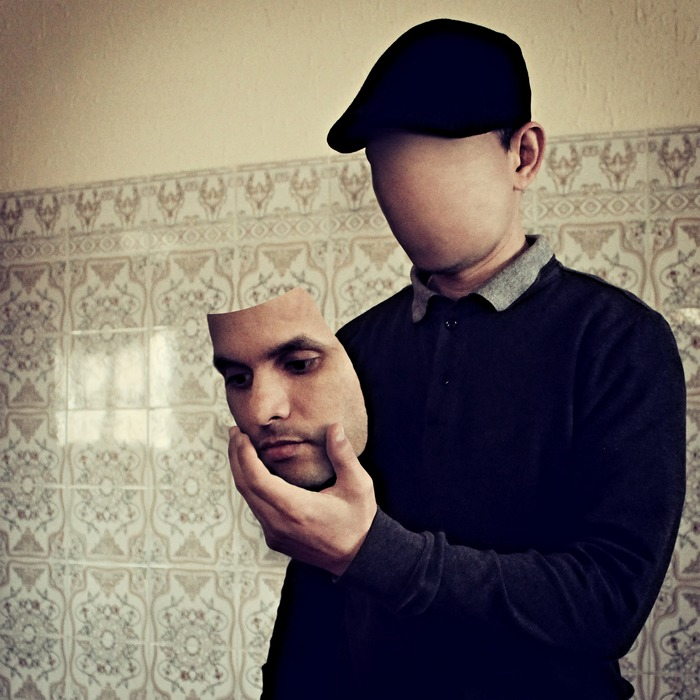
The real me, 2014
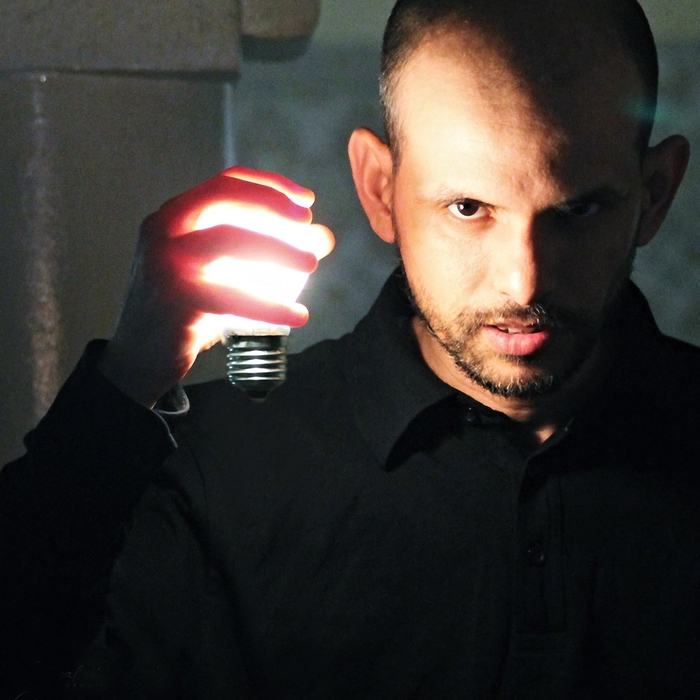
Achraf Baznani holds a lamp, 2014